# Купен (Смолянська область)
Ку́пен (болг. Купен) — село в Смолянській області Болгарії. Входить до складу общини Мадан.

## Населення
За даними перепису населення 2011 року у селі проживали 38 осіб, з них 8 осіб (80,0%) — болгари.
Розподіл населення за віком у 2011 році:
Динаміка населення: